# أرماندو فرنانديز (لاعب كرة الماء)
أرماندو فرنانديز (بالألمانية: Armando Fernández)‏ هو لاعب كرة الماء ألماني، ولد في 11 مايو 1955 في مدينة مكسيكو في المكسيك.

## وصلات خارجية
- أرماندو فرنانديز على موقع الاتحاد الدولي للسباحة (الإنجليزية)
- أرماندو فرنانديز على موقع اللجنة الأولمبية الدولية (الإنجليزية)
- أرماندو فرنانديز على موقع أوليمبيديا (الإنجليزية)